# マティルダ・エーンクランス
マティルダ・エーンクランス（英語: Matilda Elisabeth Ernkrans、1973年3月12日 - ）は、スウェーデンの社会民主労働党の政治家。2019年1月21日からスウェーデンの現政権の高等教育・研究大臣 。

## 経歴

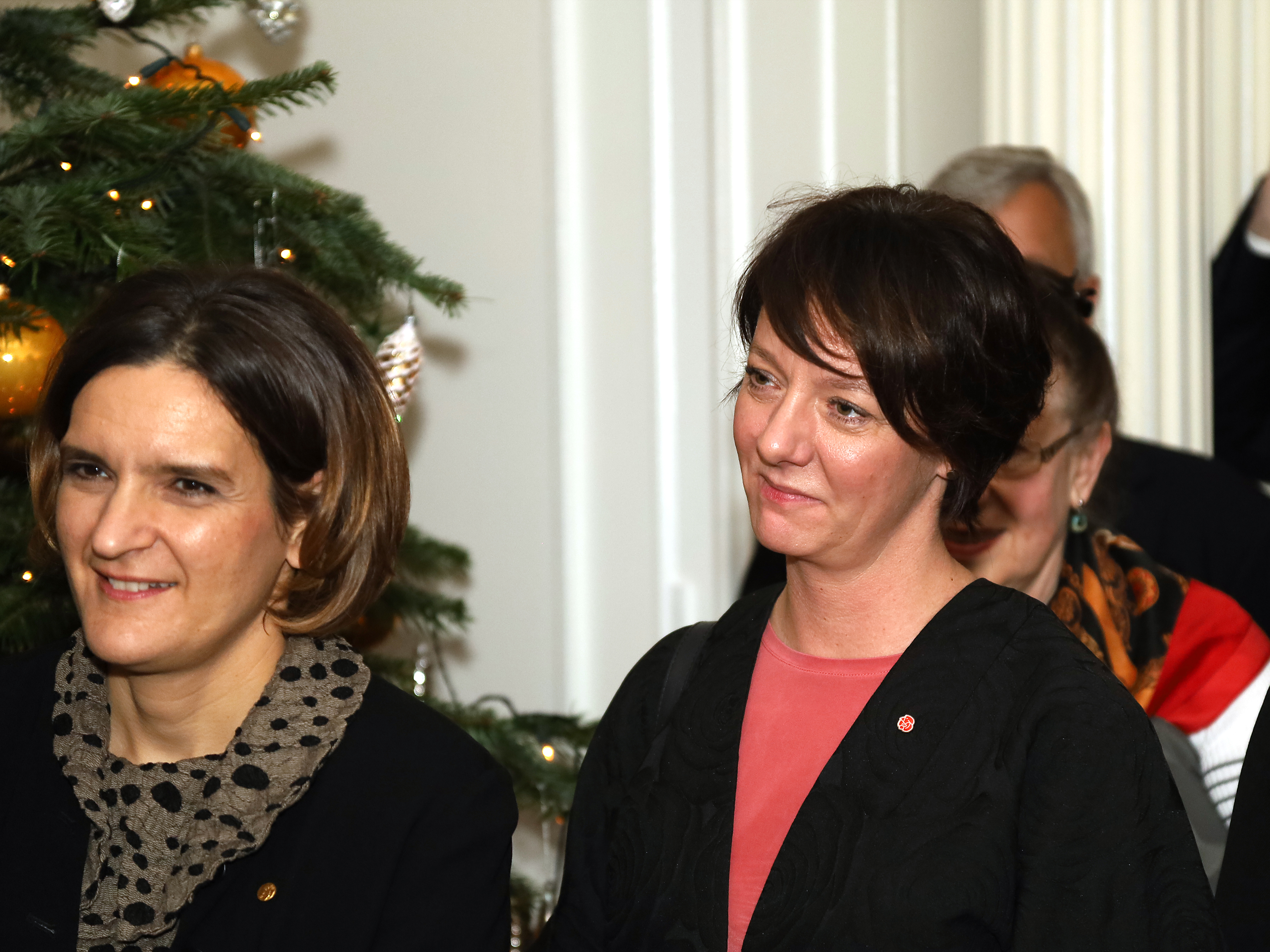
経済学者のエステル・デュフロとエーンクランス（2019年12月9日）

- 1995年から2002年にかけて、エレブルー大学（スウェーデン語版）で政治学、経済学、社会学を学ぶ。公共職業紹介所で働きながら、スウェーデン社会民主労働者党の活動に関与するようになる。
- 2002年、スウェーデン国会議員になる。エレブルー県の選挙区から選出。
- 2004年から2006年まで文化委員会
- 2006年から2010年まで社会保険委員会
- 2010年から2018年まで環境農業委員会の委員長を務めた
- 2018年からは教育委員会の委員長
- 2019年1月、ステファン・ロベーンの第2次内閣で、高等教育研究大臣に就任。